# Marie Walden
Pour les articles homonymes, voir Walden.
Marie Walden, nom de plume d'Henriette Rüetschi-Bitzius, née le 10 novembre 1834 à Lützelflüh et morte le 26 août 1890 à Berne, est un écrivain suisse d'expression allemande et bernoise.
Fille de l'écrivain Jeremias Gotthelf, elle est l'auteur de récits, de biographies et de poèmes.

## Biographie

### Origines et famille
Henriette Rüetschi-Bitzius naît Marie Henriette Bitzius le 10 novembre 1834 à Lützelflüh, dans le canton de Berne. Elle est originaire de la ville de Berne.
Son père est l'écrivain Jeremias Gotthelf ; sa mère est née Henriette Zeender. Le conseiller-exécutif puis conseiller aux États Albert Bitzius (de) est son frère.
Elle épouse en 1855 Ludwig Rüetschi, pasteur à Sumiswald, avec qui elle a six ou sept enfants, dont quatre survivent (trois filles, devenues toutes institutrices, et un garçon). Après la mort de son époux, elle s'installe à Berne en 1867 avec ses enfants. Elle y vit d'une petite rente et de pensionnaires.

### Études
Elle étudie de 1850 à 1852 à l'Institut pour jeunes filles Berthoud à Neuchâtel.

### Activités littéraires
Elle publie de 1877  à 1884 sous le nom de Marie Walden quatre recueils de nouvelles qui se déroulent à la campagne ou en ville, dont les personnages, généralement féminins, vivent en butte à la misère, l'indifférence et l'incompréhension. Les femmes mariées y sont le plus souvent malheureuses, alors que les femmes seules sont décrites positivement.
L'allemand standard prédomine dans la narration, tandis que les dialogues empruntent soit le suisse alémanique, soit le français parlé par les patriciens de la ville de Berne. 
Elle écrit aussi des portraits de son père Jeremias Gotthelf, de son frère Albert Bitzius (de) et de sa mère Henriette Bitzius-Zeender. Dans ce dernier, elle évoque tout ce que l'œuvre de son père doit à sa mère. Elle publie par ailleurs des articles dans des journaux littéraires et écrit des poèmes (publiés à titre posthume) qui suivent un schéma classique.

### Fin de vie et mort
Très malade pendant les quatre dernières années de sa vie, atteinte d'une tumeur inopérable à l'arrière du crâne, elle meurt d'une attaque cérébrale le 26 août 1890 à Berne, à l'âge de 55 ans.

## Œuvres
- (de) Aus der Heimat: Erzählungen (2 Bände), Berne, 1880-1884
- (de) Aus dem Leben meines Bruders Albert Bitzius gew. Regierungsrath, Berne, Stämpfli, 1882, 15 p.
- (de) Gedichte von M. H. Rüetschi, geb. Bitzius (Marie Walden) : nebst Lebensbild der Verewigten, Berne, K.J. Wyss, 1892, 136 p.
- (de) Zwei Jahre im Dorfe : Erzählung, Berne, Berner Volksschriften-Verlag, 247 p.
- (de) Die beiden Kollegen : eine Erzählung, Berne, Berner Volksschriften-Verlag, 88 p.
- (de) Versöhnt ; Zwei Mal bestraft : zwei Erzählungen, Berne, Berner Volksschriften-Verlag, 36 p.

## Fonds d'archives
Les écrits de Marie Walden sont conservés avec ceux de son époux à la Bibliothèque de la Bourgeoisie de Berne.